# Šambron
Šambron (węg. Feketekút, niem. Schönbrunn) – wieś na Słowacji w kraju preszowskim, powiecie Lubowla, w regionie zwanym Szaryszem. Zwarta zabudowa wsi znajduje się nad obydwoma brzegami potoku Šambronka. Pierwsza wzmianka pisemna o miejscowości pochodzi z roku 1411.

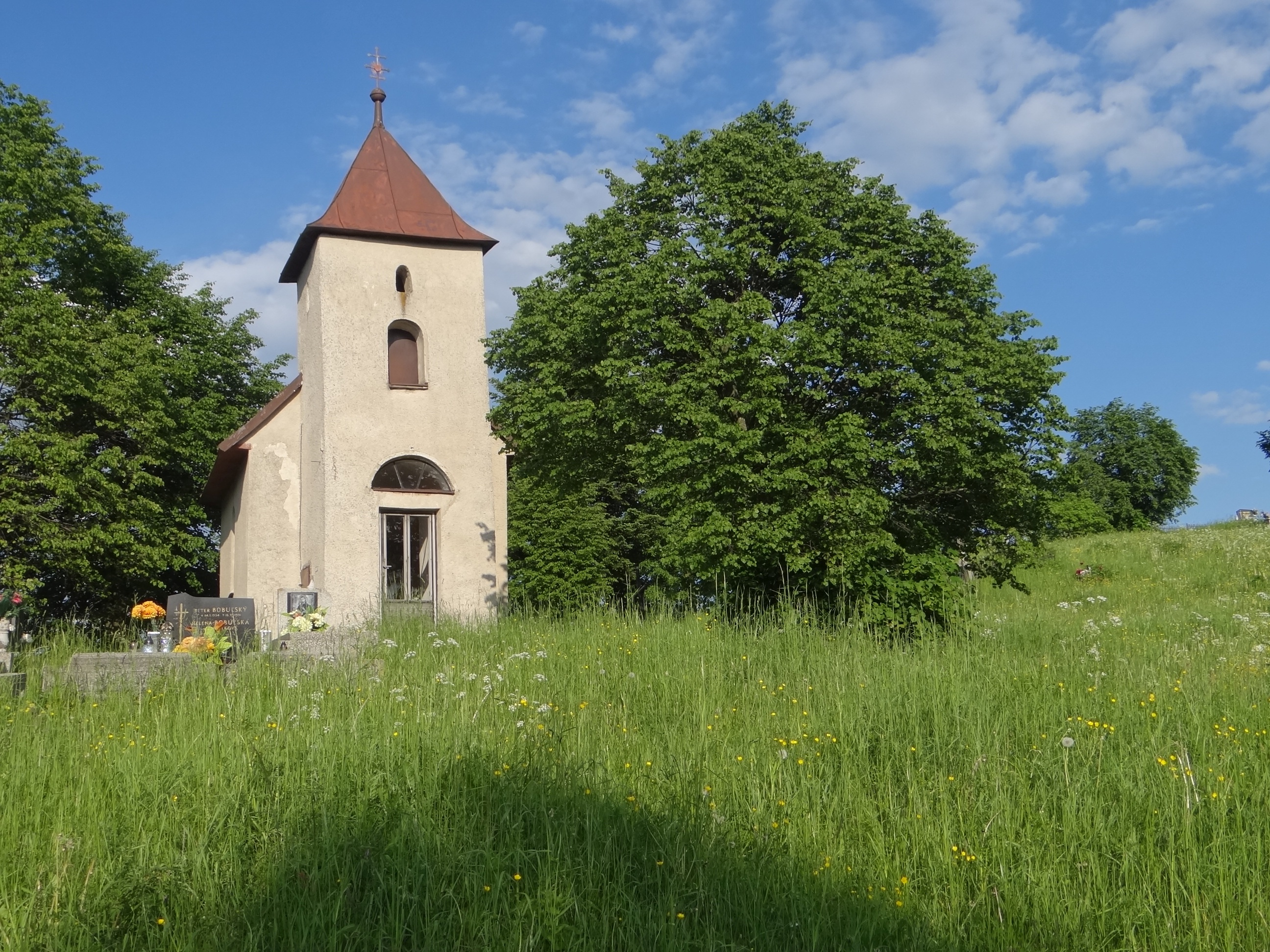
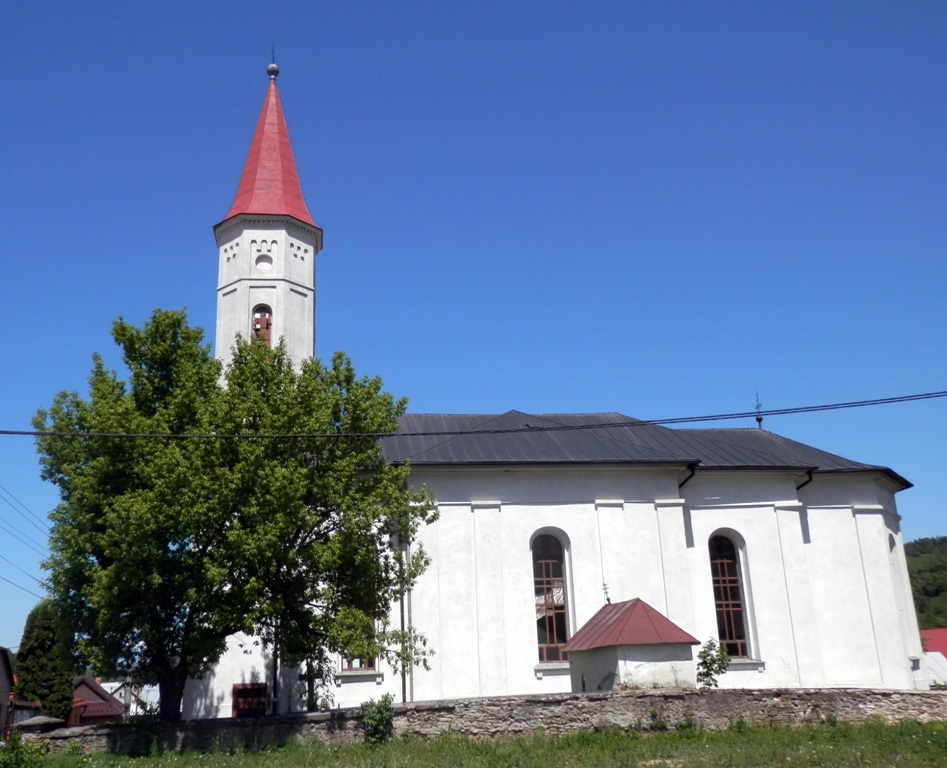
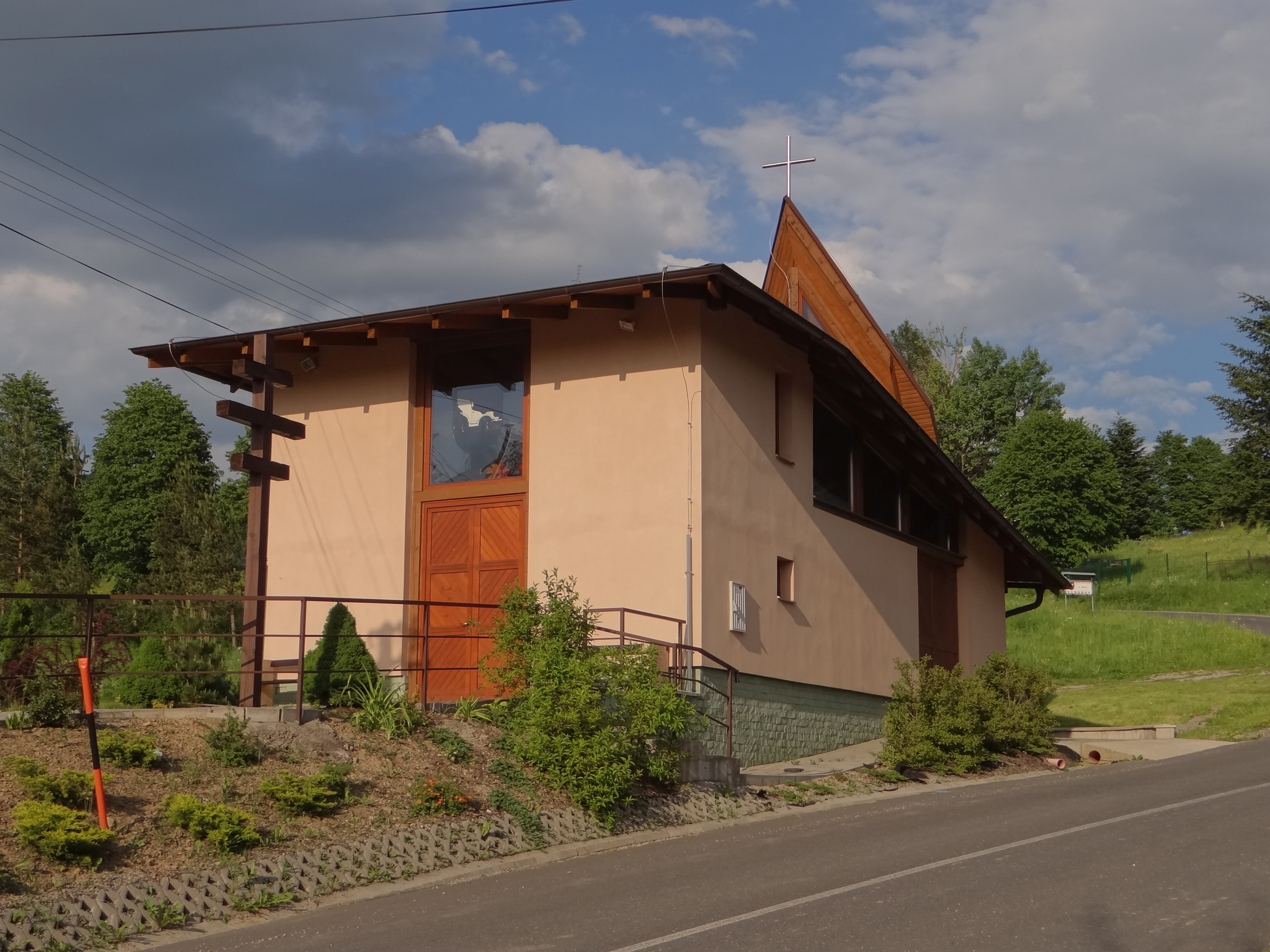
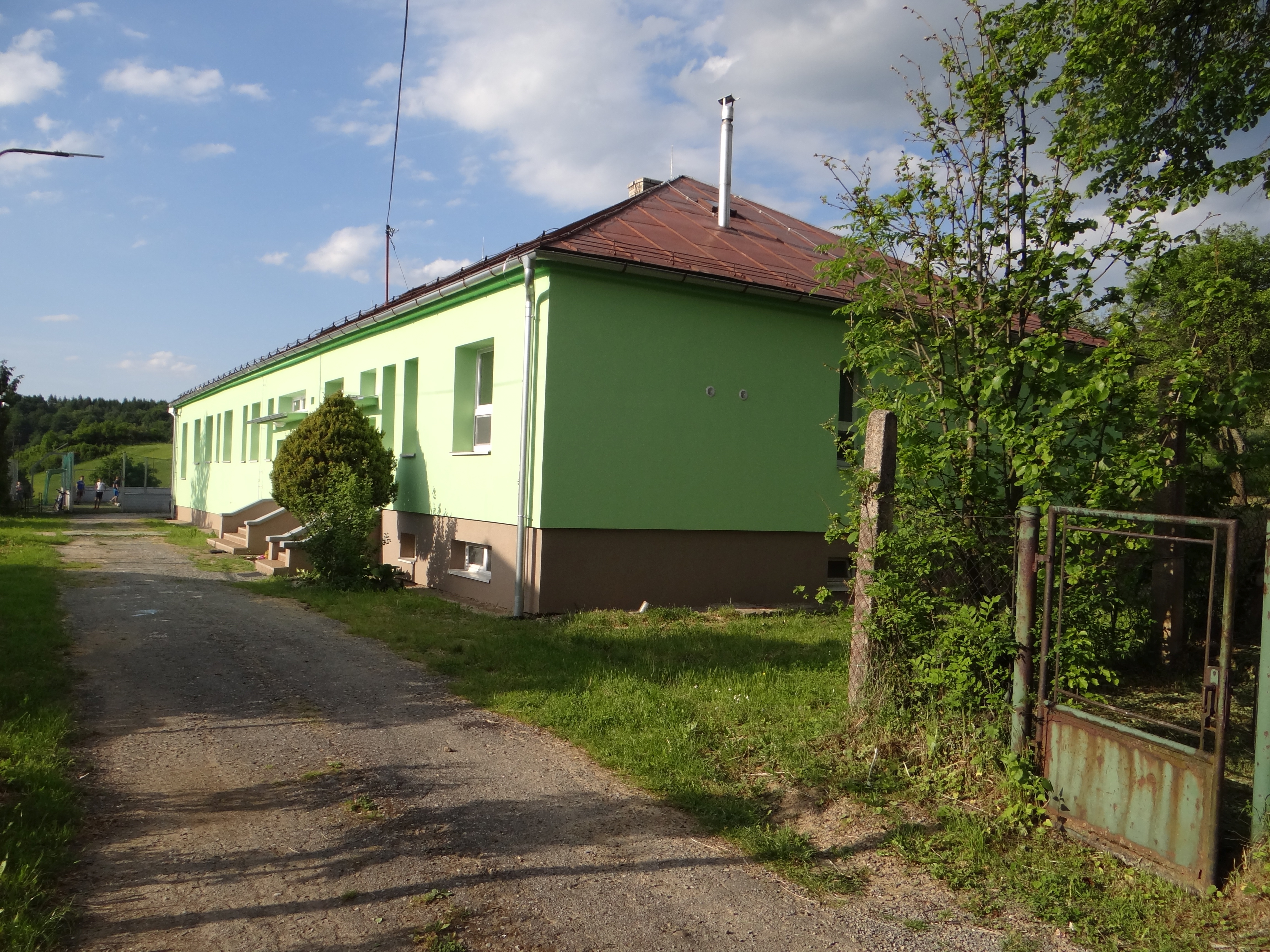